# Lustheide
Lustheide ist ein Stadtteil von Bergisch Gladbach und gehört unter Nr. 65 zum Statistik-Bezirk 6 der Stadt.

## Lage
Lustheide liegt im Südwesten der Stadt Bergisch Gladbach, an der Stadtgrenze zu Köln. Lustheide wird im Norden von der Kölner Stadtbahnlinie 1, im Osten von der Vürfelser Kaule und im Süden und Westen von der A 4 umgrenzt.

## Geschichte
Der Name nimmt auf die hochmittelalterliche Hofstelle Lustheide Bezug. Die ursprüngliche Hofstelle, das Gut auf der Lauffsheiden, wurde vermutlich unter dem Grafen Dietrich von Meer (1078–1107) bzw. dessen Nachfolger Gottfried von Meer (1107–1124) als so genanntes Köttergut angelegt.
Die Topographia Ducatus Montani des Erich Philipp Ploennies, Blatt Amt Porz, belegt, dass der Wohnplatz 1715 als Hof kategorisiert wurde und mit Luusheid bezeichnet wurde.
Carl Friedrich von Wiebeking benennt die Hofschaft auf seiner Charte des Herzogthums Berg 1789 als Lausheyd. Lustheide war in der Zeit Teil der Honschaft Gronau im Kirchspiel Gladbach.
Unter der französischen Verwaltung zwischen 1806 und 1813 wurde das Amt Porz aufgelöst und Lustheide wurde politisch der Mairie Bensberg im Kanton Bensberg zugeordnet. 1816 wandelten die Preußen die Mairie zur Bürgermeisterei Bensberg im Kreis Mülheim am Rhein.
Der Ort ist auf der Topographischen Aufnahme der Rheinlande von 1824 und auf der Preußischen Uraufnahme von 1840 als Lustheide verzeichnet. Ab der Preußischen Neuaufnahme von 1892 ist er auf Messtischblättern regelmäßig als Lustheide oder ohne Namen verzeichnet.
Aufgrund des Köln-Gesetzes wurde die Stadt Bensberg mit Wirkung zum 1. Januar 1975 mit Bergisch Gladbach zur Stadt Bergisch Gladbach zusammengeschlossen. Dabei wurde auch Lustheide Teil von Bergisch Gladbach. Lustheide war Teil der Pfarrgemeinde Bensberg bis zur Abpfarrung von Refrath im Jahr 1846.
| Jahr | Einwohner | Wohn- gebäude | Kategorie                  |
| ---- | --------- | ------------- | -------------------------- |
| 1822 | 31        |               | Wirtschaft und Bauergut    |
| 1830 | 37        |               | Bauerngut                  |
| 1845 | 77        | 10            | Wirtshaus und Bauergütchen |
| 1871 | 218       | 33            | Hofstelle                  |
| 1885 | 236       | 35            | Wohnplatz                  |
| 1895 | 213       | 30            | Wohnplatz                  |
| 1905 | 254       | 38            | Wohnplatz                  |

## Infrastruktur
Lustheide hat einen Anschluss an die Autobahn 4. Mit der Kölner Stadtbahnlinie 1 ist Lustheide auch von und zu den Bergisch Gladbacher Stadtteilen Bensberg, Frankenforst und Refrath schnell und in kurzen Abständen zu erreichen.

## Kulturelle Einrichtungen
Nach den Abgrenzungen der heutigen Stadtteile liegt die 1963 geweihte Katholische Pfarrkirche „St. Elisabeth“ an der Straße In der Auen zwar im Bereich von Refrath, dient aber letztlich auch der Versorgung der Bewohner von Lustheide. Das Ensemble mit angeschlossenem Pfarrhaus und Jugendheim entwarf Bernhard Rotterdam. Westlich schließt sich die „Katholische Grundschule In der Auen“ an. Zugehörig ist ferner eine Integrative Kindertagesstätte. Die Pfarre wurde im Jahr 2008 mit den Gemeinden St. Johann Baptist in Refrath und St. Maria Königin in Frankenforst zu der neuen Gemeinde St. Johann Baptist zusammengelegt.

## Bergbau

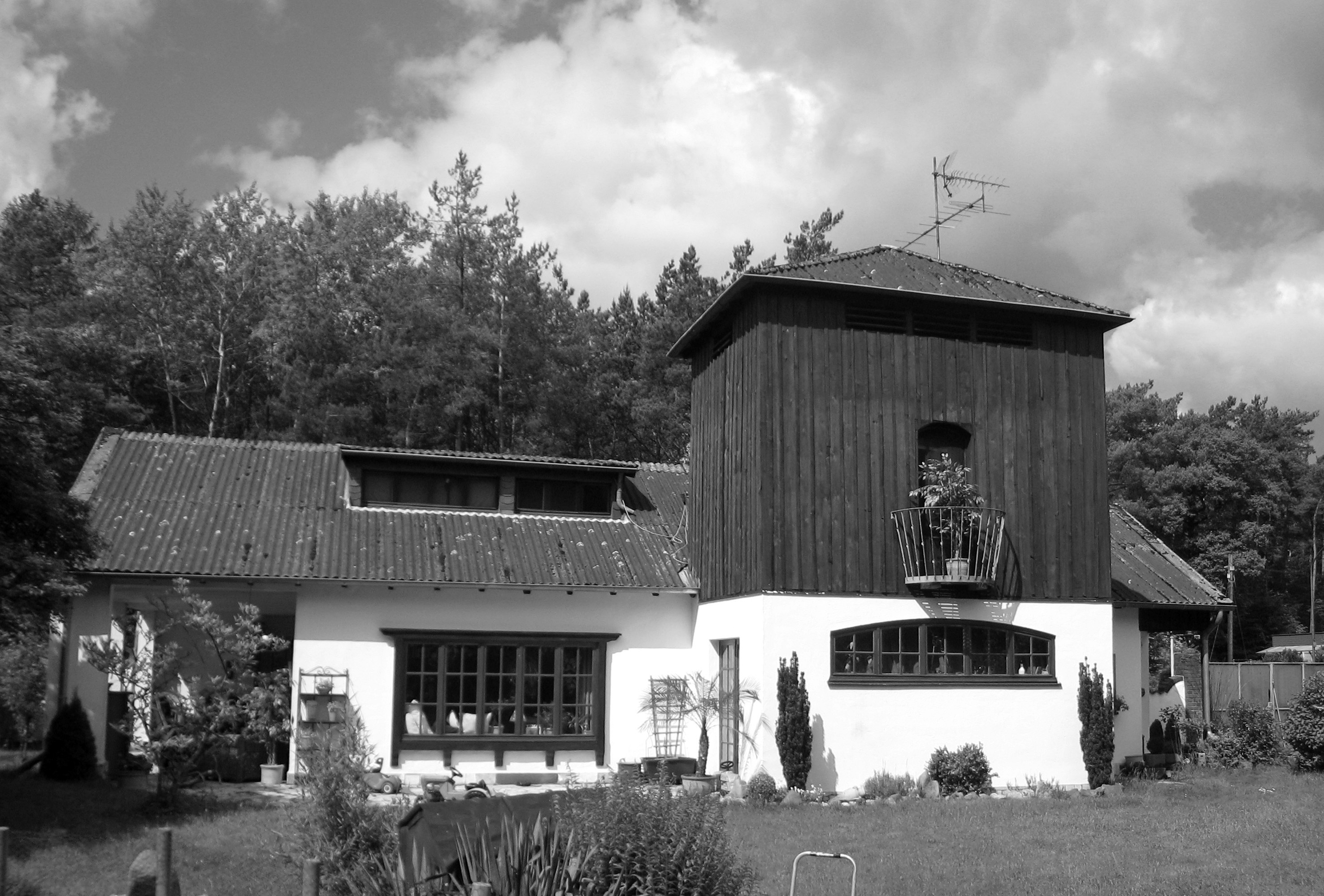
Fördermaschinenhaus des Victoria-Schachts der Grube Consolidierte Catharina II

Seit 1850 waren in der Umgebung von Lustheide mehrere Erzgrubenfelder verliehen, die man 1887 zu der Grube Consolidierte Catharina II zusammenführte. Es handelte sich für damalige Verhältnisse um eine bedeutende Eisenerzgrube, deren Zentrum sich an der Einmündung des Neufeldwegs auf den Rather Weg befand. Heute stehen hier Wohnhäuser.

### Weitere Verwendung des Geländes

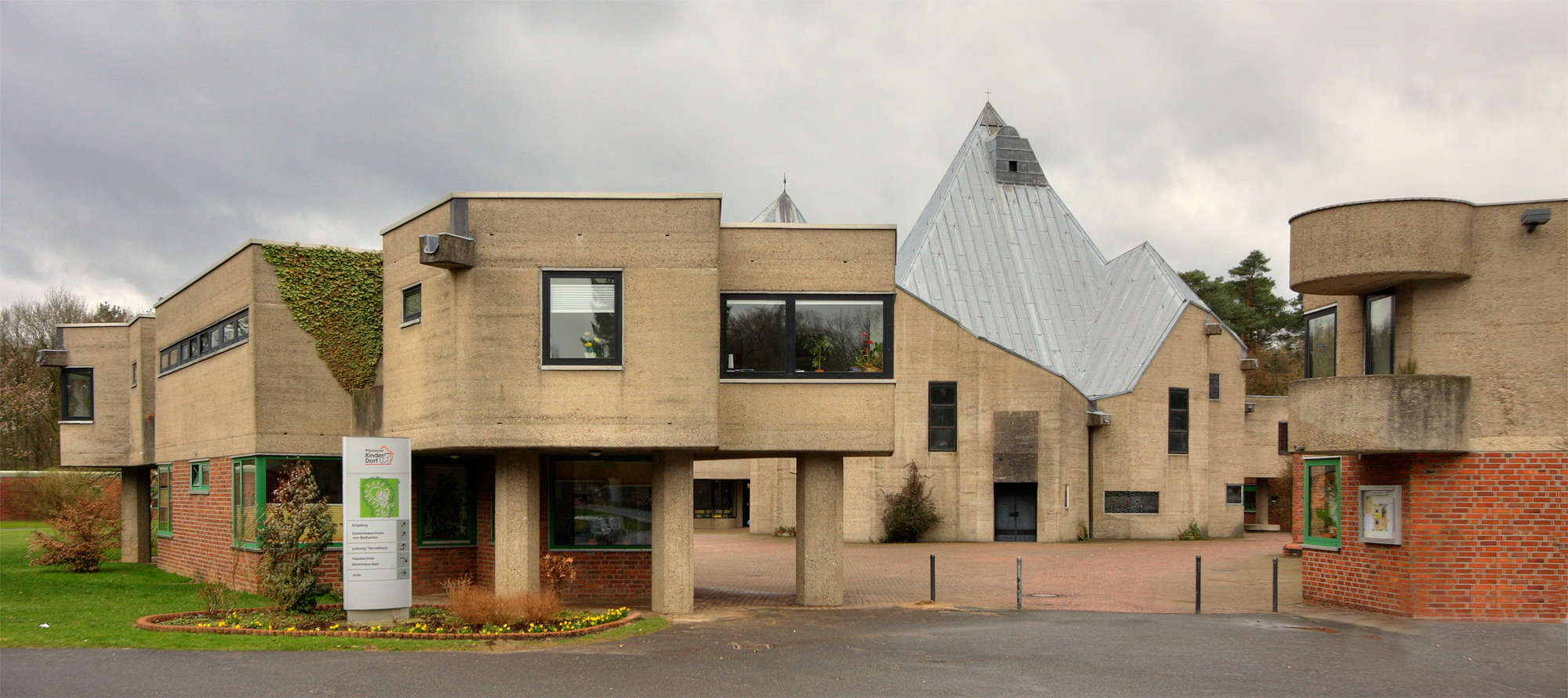
Kinderdorf Bethanien

Nach der Schließung des Bergwerks siedelte sich im südwestlichen Teil des Geländes eine Dynamitfabrik an, die im Besitz der Hamburger Sprengstoffgesellschaft Kosmos war. Dieses Unternehmen schloss seinen Betrieb im Jahr 1925. Zuletzt wurden dort nach dem Zweiten Weltkrieg Dachpfannen und Bimssteine hergestellt. Heute befindet sich hier das Kinderdorf Bethanien.

## Ortsteile
- Grube Catharina
- Kinderdorf Bethanien
- Pippelstein

## Bevölkerung
Nach der Einwohnerdatei hatte Lustheide am 30. Juni 2017 3.409 Einwohner (davon 297 Ausländer). Die Altersgruppe über 65 Jahre war mit 927 Einwohnern (davon 43 Ausländer) deutlich stärker als die Altersgruppe unter 18 Jahre mit 551 Einwohnern (davon 34 Ausländer).